# وحدة التخلص من الأراضي
وحدة التخلص من الأراضي (LDU)، هي موقع يتم فيه معالجة النفايات الخطرة من خلال عمليات طبيعية ومن صنع الإنسان. من أنواعها:
- مكب النفايات
- حجز السطح
- كومة النفايات
- وحدة معالجة الأراضي
- بئر الحقن
- تشكيل قبة الملح
- تشكيل طبقة الملح
- المنجم
- الكهوف.[2]